# Стадион Јувентус
Стадион Јувентус (енгл. Juventus Stadium), тренутно познат као Стадион Алијанц (енгл. Allianz Stadium) из спонзорских разлога, фудбалски је стадион у Торину, који је домаћин фудбалског клуба Јувентус. Има капацитет од 41.507 седећих места. Једини је стадион у Серији А који је у власништву клуба. Изграђен је на месту старог Јувентусовог стадиона, деле Алпија, који је срушен почетком 2009.

## Позадина
Јувентусов претходни стални дом, стадион деле Алпи, је био завршен 1990. за потребе Светског првенства 1990. Прелазак Јувентуса са њиховог претходног стадиона, стадиона Комунале, на деле Алпе је био контроверзан. Нови стадион је изграђен по великом трошку, био је релативно мање доступан, а такође није пружао квалитетан положај за гледање утакмица, због атлетске стазе. Иако је Јувентус клуб са највећом навијачком базом у Италији, посета на Деле Алпију је била веома лоша. Клуб је 15. јуна 2003. потписао уговор са Градском скупштином Торина вредан 25 милиона евра, према којем има право на коришћење локације у наредних 99 година.
Јувентус се 2006. враћа на Комунале, који такође није био популаран због малог капацитета, а управа је започела планове за изградњу новог модерног стадиона.

## Нови стадион
18. марта 2008. управа клуба је донела одлуку о изградњи новог стадиона капацитета 41.000 на месту Деле Алпија. Укупна вредност инвестиције је процењена на око 105 милиона евра. Нови стадион је дизајниран од стране студија ГАУ и Шеза под координацијом архитеката Ђина Заванеле и Ернанда Суареза, као и инжењера Масима Мајовецког.
Рушење Деле Алпија је почело у новембру 2008, а било је завршено у марту 2009, када је почела изградња новог стадиона. Нови стадион капацитета 41.254 гледалаца, дизајниран је по највећим стандардима за безбедност. У хитним случајевима стадион може да се испразни за 4 минута. Клупе за играче су позициониране у првом реду главне трибине, као што је случај са већином стадиона у Енглеској.
Комплекс стадиона укључује паркинг са 4.000 места, 8 ресторана и 20 барова. Ту су 3 свлачионице, музеј посвећен историји Јувентуса, комерцијална зона површине 34.000 m2 и 30.000 m2 зелених површина и тргова. Екстеријер стадиона подсећа на свемирски брод и састоји се од 7.000 панела обојених у разне нијансе сиве и беле боје, који према дизајнеру Фабрицију Ђиађиру, који је надгледао дизајн екстеријера, дају ефекат „заставе у покрету“. Стадион карактерише и „Стаза славе“, која се састоји од 50 мањих површина, на којима се налази по једна звезда са именом неке од легенди клуба, а који су изабрани од стране навијача, такође ту су и два стуба висока 86 метара која су изграђена да подсећају на структуру старог Деле Алпија.
Највише пажње је обраћено на детаље везене за фудбалере, па су тако свлачионице, тунели за излазак на терен, места за одмор и остало били испланирани до најситнијих детаља. Специфични дизајн трибина у облику полукруга и висококвалитетна осветљеност, удобност и савршени угао публици пружа прави фудбалски доживљај како у утакмицама у дневном, тако и у утакмицама које ће се играти у вечерњем термину.
Церемонија отварања стадиона је одржана 8. септембра 2011, утакмицом Јувентуса са Нотс Каунтијем, од кога је клуб преузео црно-беле клупске боје. Утакмица је завршена резултатом 1:1, а голове су постигли Лука Тони и Ли Хјуз у другом полувремену.
Прва званична утакмица на стадиону је одиграна 11. септембра 2011. против Парме у оквиру 1. кола Серије А у сезони 2011/12, а резултат је био 4:1 за Јувентус.

### Техничке карактеристике
Ово су техничке карактеристике стадиона:

## Име стадиона
Име стадиона ће бити везано за спонзора, као што је случај и са многим другим европским фудбалским стадионима. Маркетиншка агенција Sportfive је 2008. потписала уговор са Јувентусом вредан 75 милион евра, чиме је добила ексклузивно право на 12 година од отварања стадиона (тј. до 30. јуна 2023) да нађе спонзора који ће дати ново име стадиону. По уговору, компанија која буде откупила право од ове агенције за име стадиона не сме да буде један од конкурената техничког спонзора клуба (Најки) или произвођача аутомобила (због историјских веза између клуба и Фијата).